# Pachacuti

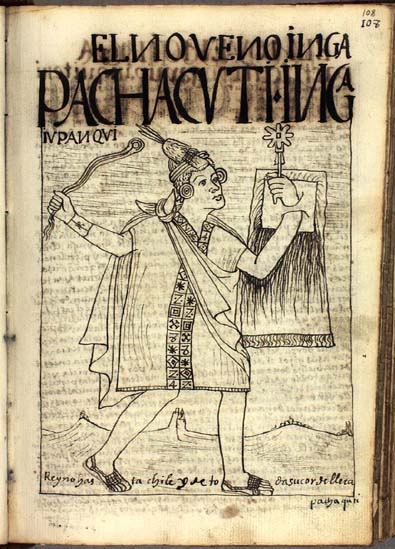
O 9º Inca: Pachacuti; desenho de Felipe Guamán Poma de Ayala em "Nova crônica e bom governo" (1615).

Pachacuti, (em espanhol Pachacútec, do quíchua Pacha Kutiq, "O que muda a Terra", ou "Reformador da Terra"; Cusco, 1408 - 1474) foi o nono Sapa Inca e o primeiro Inca do Tawantinsuyu. Ele foi sucedido por seu filho Túpac Yupanqui.
Como parte de sua visão de estadista e guerreiro conquistou muitas etnias e estados, com destaque para a conquista de Collao, o que aumentou consideravelmente seu prestígio em particular, pela notável expansão de seus domínios, sendo considerado um líder excepcional, dando vida a poemas épicos gloriosos e hinos em homenagem a suas realizações. Muitos curacas não hesitaram em reconhecer suas habilidades e identificá-lo como filho do Sol. Embora ainda estivesse vivo, seu filho e sucessor Túpac Yupanqui derrotou Manor Chimú e continuou a expansão do Tahuantinsuyo. Além de guerreiro, conquistador e imperador, várias crônicas contam que também era um grande administrador, planejador, filósofo e observador da psicologia humana e um general carismático.

## Biografia
Foi o quarto governante da dinastia Hanan Cusco, e foi o mais importante dos governantes cusquenhos e o fundador do Império inca como tal. Ademais, deve-se esclarecer que foi o personagem mais notável do novo mundo pré-colombiano: arquiteto, visionário, grande político, administrador e guerreiro feroz.
Era filho de Viracocha Inca e Mama Runtu. Seu nome foi, inicialmente, Cusi Yupanqui (príncipe alegre). Sua juventude transcorreu em uma época muito turbulenta. Os chancas haviam começado a invasão de posições cusquenha, chegando a seu ponto máximo em 1435, quando estavam muito próximos da cidade.
Nestas circunstâncias, o Viracocha Inca e seu filho Urco Inca decidiram prestar obediência aos invasores chancas. Nesta decisão pesou a velhice de Viracocha e a fama de ferozes dos chancas; assim Viracocha decide abandonar Cusco junto com seus filhos Urco e Zoczo, dirigindo-se junto com seus servos a Cita. Isto deixou a população de Cusco impaciente, pois, aterrorizados, viram a cidade abandonada e os chancas nas proximidades e prestes a invadir a cidade.

### Defesa de Cusco contra o ataque com os Chancas
Estando acéfalo o reino, Cusi Yupanqui assume a condução da defesa da cidade, assim como este mostra seu valor e consegue impor-se sobre os veteranos generais imperiais, com o que se assegura o comando das tropas.
Uma vez assegurada a fidelidade das tropas e com sua liderança incontestável, Cusi Yupanqui, com astúcia e seguindo a tradição andina, envia emissários aos curacas próximos em busca de ajuda, para o que despacha junto aos mensageiros presentes e promessas de terras. Assim, contando com a ajuda dos curacas de Canas e Canchis, Cusi Yupanqui empreende a defesa de Cusco.
Já em batalha, os chancas confirmaram sua fama de ferozes, lançando-se contra os incas aos gritos, de forma que as duas forças chocaram-se, produzindo-se grande mortandade; neste ponto devemos aclarar que alguns curacas haviam-se postado nos montes próximos, atemorizados pelo poder dos chancas e indecisos sobre a quem deveriam se unir; com o transcorrer da batalha, os incas começaram a se impor e Cusi Yupanqui decide conduzir um ataque diretamente a onde o líder chanca, Uscovilca, se encontrava. Com tamanha rapidez no ataque, as tropas chancas se despersaram momentaneamente, e os incas gritaram sua vitória, isso acabou por fazer os curacas, que estavam observando do alto dos montes, unirem-se aos cusquenhos, sendo isto explicado pela tradição inca como a lenda dos pururauca (as míticas pedras que se transformam em soldados e decidem a vitória cusquenha).
Após este desastre, os chancas retrocedem e se reagrupam, ocorrendo a batalha decisiva em Yáhuar Pampa (pampa do sangue), em 1438, onde a contundente vitória foi para o reino de Cusco. Depois de uma séria de entreveros Pachacutec acaba matando seu meio-irmão Inca Urco em legitima defesa (Urco organizou um exército para atacar Pachacutec em Cusco), isso acabou criando um grande ressentimento em Viracocha, que nunca mais retornou a Cusco.

### Do Curacado ao Tawantinsuyu
Dotado de um grande talento militar, iniciou a expansão do Império Inca mais além das fronteiras do Peru atual: até o norte, conquistou os reinos Chimu e Quitu, e pelo sul chegou até o vale de Nazca. A fim de impor seu domínio sobre um complexo mosaico de mais de 500 tribos, com línguas, religiões e costumes díspares e radicadas em áreas geográficas distantes, Pachacuti Inca Yupanqui reprimiu com extrema dureza as rebeliões dos povos submetidos e não hesitou em deportar os grupos mais conflitivos para longe de suas regiões de origem, dando lugar aos "povos deslocados" ou mitimaes, povos que, por sua rebeldia haviam sido levados desde seu lugar de origem a outro lugar mais estratégico para os objetivos do Império Inca.
Não foi, porém, um mero conquistador, já que também soube dotar seu Estado de uma sólida e eficaz estrutura administrativa. Assim, por exemplo, organizou as cidades conquistadas segundo o modelo inca e dotou seu governo de uma hierarquia de funcionários que prestavam contas de sua gestão em Cusco, a capital do Império Inca, que durante o reinado de Pachacuti superou os 100.000 habitantes. De fato, todos os cargos importantes eram desempenhados por funcionários de origem inca, enquanto os governos regionais estavam em mão de membros da familia real.

### Últimos anos
Nos últimos anos de sua vida, Pachacuti confiou a direção de campanhas militares a seu filho Túpac, enquanto ele se dedicava a supervisionar a construção de alguns dos monumentos mais importantes da cultura inca, como a Coricancha (Templo do Sol), em Cusco, a cidadela de Sacsayhuaman, próxima à capital, e Machu Picchu, a cidade-fortaleza encravada sobre o vale do rio Urubamba. A este soberano se atribuiu também a adoção do sistema de cultivo em terraços, que caracterizou o sistema agrícola inca.
Segundo Pedro Sarmiento de Gamboa, ao final de sua vida, ele sofreu uma grande enfermidade, e chamou seus filhos, dividindo entre eles o seu tesouro pessoal; em seguida, fez os filhos se submeterem como vassalos e se comprometerem a lutar por um dos irmãos.

## Função pública
O gênio desse governante fica evidente principalmente no nascimento do império, ao qual dotou de uma organização e aparato público capaz de manter e suportar a expansão territorial e com isso a carga administrativa.

### Organização do Império
Principalmente se nota sua influência no império na organização das chamadas Panacas (família de um nobre) reais, a instauração do incesto real e a implantação do co-reinado como chaves para o melhor funcionamento do império.

### Reconstrução de Cuzco
Antes de Pachacuti, Cusco era na realidade uma pequena vila perdida nos Andes centrais, não se destacando frente a cidades da magnitude de Chan-Chan, Taipicala, Pachacamac, Chachapoyas, Aymaras, etc. Ante o crescimento do império, e com isso o aparato estatal, era necessário ampliar e melhorar a cidade para manter as instituições e funcionários imperiais. Foram numerosas as obras públicas na época de Pachacuti, tais como a canalização dos rios que atravessavam Cusco, a construção de calçadas, e a reconstrução de Coricancha (recinto de ouro), além de numerosos palácios.

### Sistema demitimaesequechuización
A Pachacuti também se atribui a implementação do sistema mitimaes ou mitmakuna- traslados forçados - em todo o Tahuantinsuyo. Determinados grupos familiares eram deslocados pelo Estado para qualquer ponto conquistado pelo Império Inca para cumprir tarefas específicas que davam sustentação e unificavam o império. Os mitimaes colonizavam, levavam com eles as técnicas e os modos cusquenhos de produção, ensinavam as leis e os costumes, e compartilhavam a religião dos Incas. Também realizavam um trabalho de controle das populações recém incorporadas ao Tahuantinsuyo. Sua função era produzir os elementos básicos para que as necessidades dos súditos fossem satisfeitas e para reproduzir as características culturais com o objectivo de quichuizar estas populações.